# Estación Apgujeong

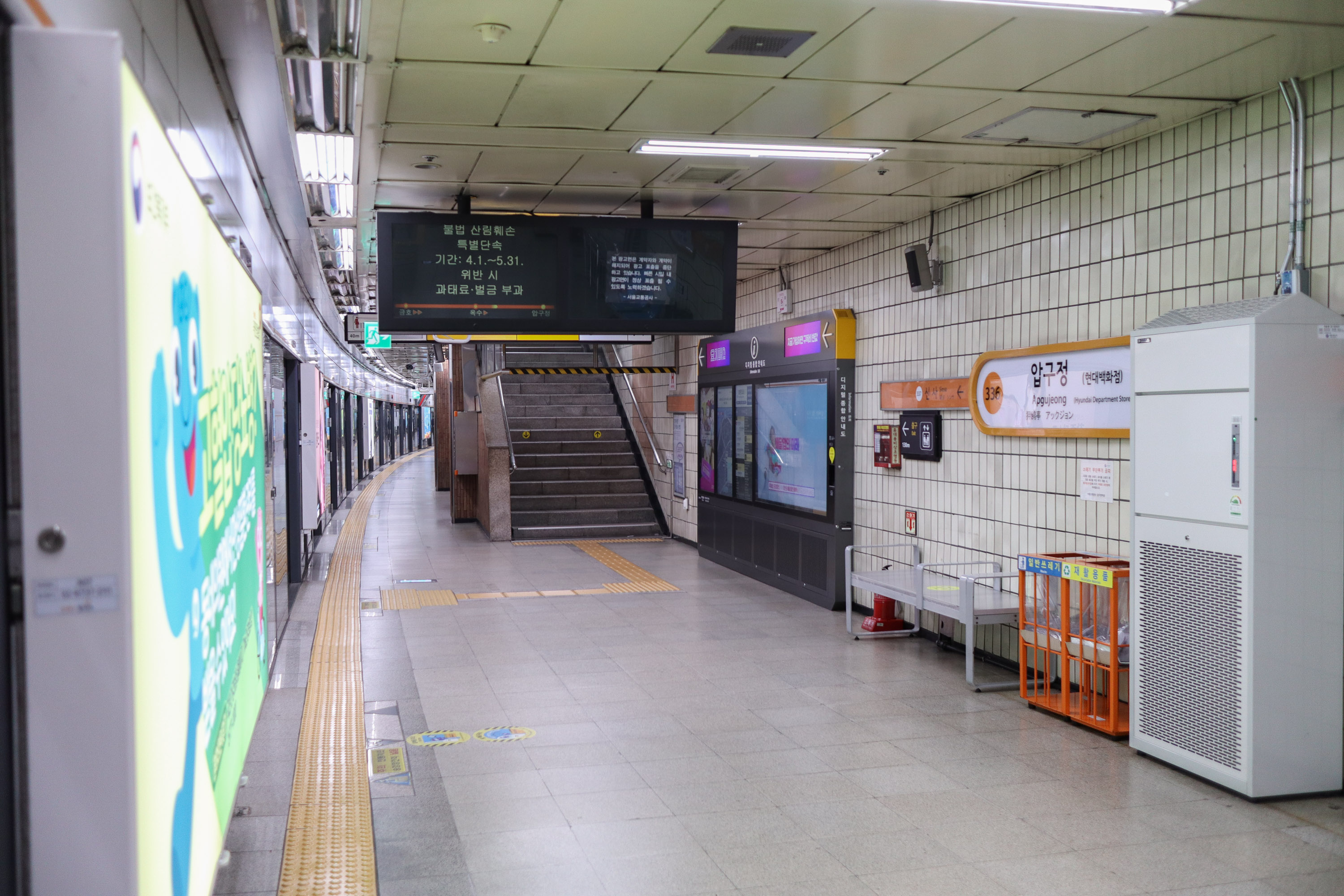
Andén de la estación de Apgujeong

La Estación Apgujeong (Apgujeong-yeok) es una estación subterránea de la Línea 3 del metro de Seúl, y está localizada en Gangnam-gu, Seúl. La estación tiene conexiones con 15 autobuses y 6 salidas.
Recibe su nombre por el pabellón favorito de Han Myeong-hoe. Se dice que "se hizo amigo de las gaviotas del río Hangang y se olvidaba de los problemas mundanos" en este pabellón.